# Kim Min-dže
Kim Min-dže (korejsky 김민재, Kim Min-džä; * 15. listopadu 1996 Tchongjong) je jihokorejský profesionální fotbalista, který hraje na pozici středního obránce za německý klub FC Bayern Mnichov a za jihokorejskou reprezentaci.

## Klubová kariéra
Kim se narodil v Tchongjongu. Kim začal svou fotbalovou kariéru v mládežnickém věku na základní škole. Následně nastoupil na střední technickou školu v Suwonu, na které studoval například i Pak Či-song. Po absolvování střední školy v roce 2015 nastoupil na univerzitu Yonsei.

### Gyeongju KHNP
Kim nastoupil 1. července 2016 do poloprofesionálního klubu Gyeongju KHNP a od poloviny sezony 2016 začal nastupovat v třetí korejské lize. Dohromady v dresu Gyeongju 17 utkání.

### Čonbuk Hyundai Motors
Na konci roku 2016 se Kim připojil ke prvoligovému klubu Čonbuk Hyundai Motors.
Kim debutoval v korejské nejvyšší soutěže 5. března, a to když celé utkání prvního kola proti Jeonnam Dragons. Svůj debutový gól v kariéře vstřelil Kim 25. června 2017 v zápase proti Daegu FC. 15. října se ukázalo, že Kim utrpěl zranění poloměsíčité chlopně, a proto musel v Japonsku podstoupit operaci a nemohl odehrát zbývající zápasy sezóny. Díky svým výkonům byl vyhlášen nejlepším mladým hráčem roku K League a byl nominován do nejlepší jedenáctky soutěže.
V asijské Lize mistrů debutoval Kim 13. února 2018 při vítězství 3:2 nad japonskou Kašivou Reysol. Celou sezónu patřil mezi klíčové hráče klubu, ale 2. května si v zápase proti Daegu FC přivodil zranění lýtkové kosti, a chyběl tak na mistrovství světa ve fotbale 2018.

### Peking Kuo-an
Dne 29. ledna 2019 Kim přestoupil do pekingského klubu Čung-che Kuo-an. Kim se svými výkony podílel na druhém místě klubu v Chinese Super League.
V květnu 2020 se mu dostalo intenzivního zájmu ze strany řady evropských klubů a jeho částka byla odhadována na 15 milionů eur. Mezi údajné zájemce patřil Tottenham Hotspur, ale před uzavřením přestupového okna se mu nepodařilo přestup dokončit.

### Fenerbahçe
Dne 16. srpna 2021 Kim přestoupil do tureckého Fenerbahçe za částku okolo 3 milionů eur a podepsal čtyřletou smlouvu.
Ve svém prvním zápase za Fenerbahçe proti Antalyasporu 22. srpna patřil mezi nejlepší hráče na hřišti a pomohl týmu k výhře 2:0. Svůj debut v evropských pohárech si odbyl 16. září v zápase skupiny Evropské ligy UEFA proti Eintrachtu Frankfurt. Dva dny poté obdržel svoji první červenou kartu v utkání Süper Lig, a to proti Trabzonsporu. Kim vstřelil svůj první gól za Fenerbahçe 20. března 2022 proti Konyasporu. Na konci sezony 2021/22 byl Kim vybrán do nejlepší jedenáctky Süper Lig.

### Neapol
Dne 27. července 2022 podepsal Kim smlouvu s italským klubem SSC Neapol jako náhrada za Kalidoua Koulibalyho, který odešel do Chelsea. Fenerbahce za Kima dostalo v přepočtu 18 milionů euro. Ve svém druhém měsíci v italské Serii A byl vyhlášen hráčem měsíce září 2022. Během své první sezony v Neapoli byl Kim nedílnou součástí základní sestavy Neapole, která v sezoně 2022/23 získala třetí titul v Serii A, první po téměř třech desetiletích.

### Bayern Mnichov
Na konci června 2023 přestoupil Kim do německého Bayernu Mnichov, se kterým jihokorejský stoper podepsal smlouvu do června 2028. Bayern zaplatil Neapoli výstupní klauzuli ve výši 50 milionů euro.

## Reprezentační kariéra
Kim debutoval v reprezentačním dresu 31. srpna 2017 v kvalifikačním utkání proti Íránu. Jižní Korea se kvalifikovala na deváté mistrovství světa ve fotbale v řadě. Dne 8. května 2018 se však zranil, a nemohl se tak zúčastnit závěrečného turnaje.
Dne 1. září 2018 porazila Jižní Korea v zápase o zlatou medaili na Asijských hrách 2018 Japonsko 2:1. Díky tomuto vítězství získal Kim a jeho spoluhráči výjimku z vojenské služby, čímž se dvouletá branná povinnost zkrátila na pouhých několik týdnů základního výcviku.
V listopadu 2022 byl nominován na závěrečný turnaj mistrovství světa ve fotbale 2022. Byl u postupu svého týmu do vyřazovací fáze turnaje, v osmifinále však Korejci podlehli 4:1 Brazílii, a tak z turnaje vypadli.

## Statistiky

### Klubové
K 12. listopadu 2022
| Klub                  | Sezóna  | Liga                  | Liga   | Liga | Pohár  | Pohár | Kontinentální poháry | Kontinentální poháry | Celkem | Celkem |
| Klub                  | Sezóna  | Liga                  | Zápasy | Góly | Zápasy | Góly  | Zápasy               | Góly                 | Zápasy | Góly   |
| --------------------- | ------- | --------------------- | ------ | ---- | ------ | ----- | -------------------- | -------------------- | ------ | ------ |
| Gyeongju KHNP         | 2016    | Korea National League | 17     | 0    | 0      | 0     | —                    | —                    | 17     | 0      |
| Čonbuk Hyundai Motors | 2017    | K League 1            | 29     | 2    | 1      | 0     | —                    | —                    | 30     | 2      |
| Čonbuk Hyundai Motors | 2018    | K League 1            | 23     | 1    | 1      | 0     | 6                    | 0                    | 30     | 1      |
| Čonbuk Hyundai Motors | Celkem  | Celkem                | 52     | 3    | 2      | 0     | 6                    | 0                    | 60     | 3      |
| Peking Kuo-an         | 2019    | Chinese Super League  | 26     | 0    | 2      | 0     | 6                    | 0                    | 34     | 0      |
| Peking Kuo-an         | 2020    | Chinese Super League  | 17     | 0    | 0      | 0     | 6                    | 0                    | 23     | 0      |
| Peking Kuo-an         | 2021    | Chinese Super League  | 2      | 0    | 0      | 0     | 0                    | 0                    | 2      | 0      |
| Peking Kuo-an         | Celkem  | Celkem                | 45     | 0    | 2      | 0     | 12                   | 0                    | 59     | 0      |
| Fenerbahçe            | 2021/22 | Süper Lig             | 31     | 1    | 1      | 0     | 8                    | 0                    | 40     | 1      |
| Neapol                | 2022/23 | Serie A               | 14     | 2    | 0      | 0     | 6                    | 0                    | 20     | 2      |
| Celkem                | Celkem  | Celkem                | 159    | 6    | 5      | 0     | 32                   | 0                    | 196    | 6      |

### Reprezentační
K 5. prosinci 2022
| Jižní Korea | Jižní Korea | Jižní Korea |
| Rok         | Zápasy      | Góly        |
| ----------- | ----------- | ----------- |
| 2017        | 2           | 0           |
| 2018        | 10          | 0           |
| 2019        | 18          | 3           |
| 2021        | 8           | 0           |
| 2022        | 9           | 0           |
| Celkem      | 47          | 3           |

#### Reprezentační góly
| Gól | Datum            | Místo                                                    | Soupeř     | Skóre | Výsledek | Soutěž                 |
| --- | ---------------- | -------------------------------------------------------- | ---------- | ----- | -------- | ---------------------- |
| 1.  | 11. ledna 2019   | Hazza bin Zayed Stadium, Al Ajn, Spojené arabské emiráty | Kyrgyzstán | 1:0   | 1:0      | Asijský pohár 2019     |
| 2.  | 16. ledna 2019   | Al Nahyan Stadium, Abú Zabí, Spojené arabské emiráty     | Čína       | 2:0   | 2:0      | Asijský pohár 2019     |
| 3.  | 15 December 2019 | Busan Asiad Stadium, Pusan, Jižní Korea                  | Čína       | 1:0   | 1:0      | 2019 EAFF Championship |

## Ocenění

### Klubová

#### Čonbuk Hyundai Motors
- K League 1: 2017, 2018[44]

### Reprezentační

#### Jižní Korea U23
- Asijské hry: 2018[45]

### Individuální
- Nejlepší mladý hráč K League 1: 2017[46]
- Nejlepší jedenáctka K League 1: 2017, 2018[47][48]
- Jedenáctka turnaje Asijský pohár: 2019[49]
- Hráč měsíce Serie A: září 2022[50]